# Fenestraria
Fenestraria é um género botânico pertencente à família Aizoaceae.